# Attlas
Jeffrey Hartford, noto anche con lo pseudonimo di ATTLAS (Toronto, 18 marzo 1989), è un disc jockey e produttore discografico canadese.

## Carriera
L'identità di Hartford non era nota fino a quando Pete Tong non lo rivelò nella sua trasmissione Evolution su iHeartRadio.
Quando le prime tracce di Hartford vennero pubblicate su mau5trap (label di deadmau5), molti fan della label pensavano che fosse un alias di deadmau5, per questo afferma: “Quando ho inviato la mia musica all'etichetta di deadmau5 e ha scelto di pubblicarla, la gente ha iniziato a ritenere che la mia musica fosse in realtà il suo progetto secondario, è stato un grande complimento per me, perché Joel è sempre stata una grande ispirazione. Ma improvvisamente ho pensato a come dovevo iniziare a essere Jeff, in modo da non mancare di rispetto al marchio che deadmau5 ha costruito nel corso degli anni".

## Discografia

### Album in studio
- 2020 – Lavender God
- 2020 – Out Here with You

### EP
- 2015 – Siren
- 2015 – Scene
- 2015 – Sin
- 2016 – Bloom
- 2018 – Charcoal Halo

### Singoli
- 2015 – Sabs
- 2015 – Scarlett
- 2015 – Boxed
- 2016 – Aspen
- 2016 – Ryat
- 2016 – Blood Work
- 2017 – Frost
- 2017 – Further
- 2017 – What You Do to Me
- 2018 – You (Close)
- 2018 – Concussion
- 2018 – Treehouse
- 2018 – Want
- 2018 – Courante
- 2019 – Sinner Complicated
- 2020 – Hotel (con MAYLYN)
- 2020 – Half Light (con Alisa Xayalith)
- 2020 – The Night Air Was Cool
- 2020 – Faya / The Crack
- 2021 – Feels Like
- 2021 – 86cc
- 2021 – Long Ride Home (con Oliver Wickham)

### Remixes
- 2015 – Tove Lo - Scream My Name (ATTLAS Remix)
- 2015 – XYLO - America (ATTLAS Remix)
- 2015 – Rihanna - Bitch Better Have My Money (ATTLAS Remix)
- 2015 – Aphex Twin - Make a Baby (ATTLAS Remix)
- 2015 – Gallant - Weight in Gold (ATTLAS Remix)
- 2015 – Led Zeppelin - Ramble On (ATTLAS Remix)
- 2015 – deadmau5 - aural psynapse (ATTLAS Remix)
- 2016 – Rihanna - Needed Me (ATTLAS Remix)
- 2016 – deadmau5 - Strobe (ATTLAS Remix)
- 2016 – Matt Lange - You'll Remember Me (ATTLAS Remix)
- 2016 – OFFAIAH - Trouble (ATTLAS Remix)
- 2016 – Phantogram - You Don't Get Me High Anymore (ATTLAS Remix)
- 2017 – I Hate Models - Heartbreaker (ATTLAS Remix)
- 2017 – ionnalee - SIMMER DOWN (ATTLAS Remix)
- 2018 – Pendulum - Streamline (ATTLAS Remix)
- 2018 – Louis the Child - Better Not (feat. Wafia) (ATTLAS Remix)
- 2018 – deadmau5 - Monophobia (feat. Rob Swire) (ATTLAS Remix)
- 2018 – Kidnap - Ursa Minor (ATTLAS Remix)
- 2019 – Noizu - Baby Baby (ATTLAS Remix)
- 2020 – ARTY, Conrad Sewell - Kingdom (ATTLAS Remix)
- 2020 – Hotel Garuda - Rush (ATTLAS Remix)
- 2020 – CloudNone - From Here (ATTLAS Remix)